# Willi Jakobi
Willi Jakobi (* 10. September 1929) ist ein ehemaliger deutscher Fußballspieler.

## Sportlicher Werdegang
Jakobi spielte in der Jugend für den SV Kriftel, 1952 ging er zur SG 01 Hoechst, von der er  1955 zu Eintracht Frankfurt stieß. Hier spielte er vornehmlich in der Amateurmannschaft, ehe er am 22. April 1956 beim 2:0-Auswärtserfolg beim 1. FC Nürnberg unter Trainer Kurt Windmann in der Oberliga Süd debütierte. Bei dem Spiel wurde er vom gegnerischen Torhüter Eduard Schaffer bei einer Abwehraktion derart attackiert, dass er nach zwanzig Spielminuten verletzt ausschied und die Mannschaft – Wechsel sah das Reglement seinerzeit nicht vor – das Spiel in Unterzahl durch Treffer von Erich Bäumler und Alfred Pfaff für sich entschied. Dies blieb sein einziger Pflichtspieleinsatz, am Ende der mit dem sechsten Tabellenplatz abgeschlossenen Spielzeit 1955/56 verließ er den Klub in Richtung Zweitdivisionär Spvgg. 03 Neu-Isenburg.
Im Sommer 1957 heuerte Jakobi beim Südwest-Oberligisten 1. FSV Mainz 05 an. Hier war der Abwehrspieler, der sowohl als Mittelläufer als auch als Außenverteidiger eingesetzt wurde, unter Josef Kretschmann auf Anhieb Stammspieler und verdrängte den sechs Jahre jüngeren Franz Bargon, der ihn kurz nach Saisonende kurzzeitig nochmal vertreten durfte, aus der Startformation. In der folgenden Spielzeit musste er sich zeitweise hinter Herbert Reske einordnen, ehe er in der Spielzeit 1959/60 unter Neu-Trainer Heinz Baas in 27 der 30 Saisonspiele auflief, in der folgenden Spielzeit kam er zu 23 Meisterschaftsspielen. Dabei geriet er am vorletzten Spieltag der Spielzeit 1960/61 bei der 1:3-Heimniederlage gegen den 1. FC Saarbrücken mit Gegenspieler Horst Remark aneinander, Schiedsrichter Kurt Handwerker schickte beide vorzeitig zum Duschen – dies war der einzige Platzverweis in Jakobis Karriere. Zur folgenden Spielzeit war er wieder Stammspieler, nach einer bei einer 0:6-Niederlage bei Borussia Neunkirchen in der ersten Halbzeit zugezogenen schweren Verletzung fiel er anschließend längerfristig aus und kam nur noch zu drei Einsätzen in der Spielzeit 1962/63. Anschließend beendete er trotz Qualifikation für die zweitklassige Regionalliga Südwest seine aktive Laufbahn und kehrte zu seinem Heimatverein SV Kriftel zurück, wo er noch zwei Spielzeiten im unterklassigen Amateurbereich auf dem Spielfeld stand.